# 흑우연맹
흑우연맹(黑友聯盟)은 1923년 3월 일본 동경(東京)에서 박렬(朴烈) 등에 의하여 조직된 무정부주의운동단체인 흑우회(黑友會)가 1928년 1월에 개칭한 단체이다.

흑우회 주요간부인 박렬이 체포되어 1926년 4월 무기징역을 선고받았지만 남은 동지들은 계속 활동하면서 기관지 『흑우(黑友)』를 발행하였다. 그 뒤 일본인 단체 흑색청년연맹(黑色靑年聯盟)과 상호연결하고, 1928년 1월에 흑우연맹(黑友聯盟)으로 개칭하여 기관지 『상조운동(相助運動)』을 발간하는 등 재건운동을 전개하였으나 목적을 용이하게 달성하지는 못하였다.